# Покісниця строкатоцвіта
Покісниця строкатоцвіта (Puccinellia poecilantha) — вид однодольних квіткових рослин з родини злакових (Poaceae).

## Біоморфологічна характеристика
Багаторічна рослина, сірувато-зелена, росте пучком. Стеблини 30–50 см заввишки, зазвичай колінчасті, товсті. Язичок 2–3.5 мм; листкові пластинки 3–6 см у довжину й 1.5–4 мм ушир, верхня поверхня і краї шершаві. Волоть компактна, але пізніше стає розлогішою, 6–12 см. Колосочки 5–8 мм, квіточок 5–9; нижня колоскова луска ≈ 1.5 мм, 1-жилкова, верхня — 1.5–2 мм, непомітно 3-жилкова, верхівка тупа, краї війчасті; леми 2.5–3.5(4) мм, зазвичай з пурпуровим відтінком, жилки знизу запушені, верхівка загострена чи тупа; палея на кілю шершава; пиляки 1.2–2 мм. 2n = 28 Квітне у травні — липні.

## Поширення
Ареал цього виду простягається від України до Цинхаю (Китай).
Населяє сухі луки, засолені місця, засолені береги озер.

## Синоніми
Синоніми:
- Atropis chilochloa Krecz.
- Atropis poecilantha (K.Koch) Krecz.
- Festuca poecilantha K.Koch
- Puccinellia chilochloa (Krecz.) Krecz. ex Drobov
- Puccinellia poecilantha (K. Koch) V.I. Krecz.